# Le Hien Tong
se också Lê Hiển Tông (黎顯宗, 1717–1786)
Lê Hiến Tông (黎憲宗), namn vid födseln (tên huý) Lê Tranh, född 1461, död 1504, var den sjätte kejsaren av Senare Ledynastin i Vietnam. Han regerade från 1497 till 1504 och efterträddes av sin son Lê Túc Tông.